# Philip C. Jessup International Law Moot Court Competition
A Jessup (Philip C. Jessup International Law Moot Court Competition) é uma competição de Direito Internacional promovida pela International Law Students Association (ILSA). O nome da competição é uma homenagem a Philip Jessup, juiz da Corte Internacional de Justiça da ONU. A primeira edição do concurso ocorreu em 1959, na Universidade de Harvard. Trata-se de uma corte simulada, em que países fictícios envolvidos num conflito também fictício submetem a controvérsia à Corte Internacional de Justiça. As equipes são formadas por estudantes de Direito, que representam advogados perante a Corte. Mais de 550 faculdades de Direito de mais de 80 países participam anualmente da competição.

## Etapas
A competição é dividida em duas etapas. Há etapas nacionais em cada país, e uma etapa internacional, que reúne os mais bem colocados das etapas nacionais. No Brasil, a etapa nacional é disputada em lugares que variam a cada ano. A etapa internacional ocorre todos os anos em Washington D.C. Atualmente, a equipe brasileira que chegou mais longe na competição foi a Universidade de São Paulo, em 2022, alcançando as semi-finais de maneira invicta.

## Formato
No mês de setembro de cada ano, a International Law Students Association (ILSA) divulga um caso simulado, na forma de um Compromis ou Special Agreement entre dois Estados fictícios.  Os casos envolvem temas e problemas variados de Direito Internacional. Com base no caso, as equipes participantes confeccionam memoriais escritos em que devem apresentar argumentos jurídicos tanto em favor do Estado demandante (Applicant) quanto do demandado (Respondent). O prazo para submissão dos memoriais costuma terminar no mês de janeiro do ano subseqüente ao da divulgação do caso. A etapa oral da rodada nacional da competição geralmente ocorre em fevereiro. Nesta, há audiências em que as equipes se enfrentam perante bancas compostas por três juízes. Os discursos dão-se na língua inglesa.  Assim como na etapa escrita, os participantes devem estar preparados para representar tanto o Applicant quanto o Respondent. As quatro melhores equipes classificam-se para semifinais. Na final, determina-se a equipe que representará o país na etapa internacional da competição. Nas edições de 2012, 2013 e 2015, o primeiro e o segundo colocados foram classificados para disputar as rodadas internacionais em Washington, por conta do aumento exponencial de universidades a participarem da competição.
A administradora nacional do evento é Deborah Skorupski.

## Edições daJessup Moot Court Competitionno Brasil desde 2001
| Ano  | Local              | Instituição Sede                                               | Equipe vencedora |
| 2001 | Florianópolis, SC  | Universidade Federal de Santa Catarina                         | Universidade Federal do Rio Grande do Sul (Porto Alegre, RS);                                                                    |
| 2002 | Florianópolis, SC  | Universidade Federal de Santa Catarina                         | Faculdades Integradas do Oeste de Minas - FADOM (Divinópolis, MG);                                                               |
| 2003 | Santos, SP         | Universidade Católica de Santos - UniSantos                    | Universidade Federal de Minas Gerais (Belo Horizonte, MG);                                                                       |
| 2004 | Porto Alegre, RS   | Centro Universitário Ritter dos Reis - UniRitter               | Universidade Federal do Rio Grande do Sul (Porto Alegre, RS);                                                                    |
| 2005 | Santos, SP         | Universidade Católica de Santos - UniSantos                    | Faculdades Integradas do Oeste de Minas - FADOM (Divinópolis, MG);                                                               |
| 2006 | Porto Alegre, RS   | Pontifícia Universidade Católica do Rio Grande do Sul - PUC-RS | Faculdades Integradas do Oeste de Minas - FADOM (Divinópolis, MG);                                                               |
| 2007 | Divinópolis, MG    | Faculdades Integradas do Oeste de Minas - FADOM                | Centro Universitário Ritter dos Reis - UniRitter (Porto Alegre, RS) / Universidade Federal de Minas Gerais (Belo Horizonte, MG); |
| 2008 | Belo Horizonte, MG | Universidade FUMEC                                             | Universidade Federal de Minas Gerais (Belo Horizonte, MG);                                                                       |
| 2009 | Ouro Preto, MG     | Universidade Federal de Ouro Preto                             | Universidade Federal de Minas Gerais (Belo Horizonte, MG);                                                                       |
| 2010 | Porto Alegre, RS   | Centro Universitário Ritter dos Reis - UniRitter               | Universidade Federal de Minas Gerais (Belo Horizonte, MG);                                                                       |
| 2011 | Porto Alegre, RS   | Centro Universitário Ritter dos Reis - UniRitter               | Universidade Federal de Minas Gerais (Belo Horizonte, MG);                                                                       |
| 2012 | Porto Alegre, RS   | Centro Universitário Ritter dos Reis - UniRitter               | Universidade de São Paulo - USP (São Paulo, SP) / Centro Universitário Ritter dos Reis (Porto Alegre, RS);                       |
| 2013 | Salvador, BA       | Universidade Salvador - UNIFACS                                | Universidade Federal de Minas Gerais (Belo Horizonte, MG) / Universidade de São Paulo - USP (São Paulo, SP) ;                    |
| 2014 | Salvador, BA       | Universidade Salvador - UNIFACS                                | Universidade Federal de Santa Maria (Santa Maria, RS)                                                                            |
| 2015 | Salvador, BA       | Universidade Salvador - UNIFACS                                | Universidade Federal de Minas Gerais (Belo Horizonte, MG) / Faculdade Baiana de Direito e Gestão (Salvador, BA)                  |
| 2016 | Salvador, BA       | Universidade Salvador - UNIFACS                                | Universidade Federal de Minas Gerais (Belo Horizonte, MG)                                                                        |
| 2017 | Salvador, BA       | Universidade Salvador - UNIFACS                                | Universidade Federal de Minas Gerais (Belo Horizonte, MG) / Universidade Federal de Santa Maria (Santa Maria, RS)                |
| 2018 | Florianópolis, SC  | CESUSC                                                         | Universidade de São Paulo (São Paulo, SP)                                                                                        |
| 2019 | Florianópolis, SC  | CESUSC                                                         | Universidade Federal da Bahia (Salvador, BA)                                                                                     |
| 2020 | Florianópolis, SC  | CESUSC                                                         | UNICESUSC (Florianópolis, SC) |
| 2021 | Online             | —                                                              | Universidade de São Paulo (São Paulo, SP)                                                                                        |
| 2022 | Online             | —                                                              | Universidade de São Paulo (São Paulo, SP)                                                                                        |
| 2023 | Florianópolis, SC  | UniSul                                                         | Universidade Federal de Uberlândia (Uberlândia, MG)                                                                              |
| 2024 | São Paulo, SP      | Universidade de São Paulo (USP)                                | Universidade de São Paulo (São Paulo, SP)                                                                                        |
| 2025 | Brasília, DF       | Instituto de Ensino, Desenvolvimento e Pesquisa (IDP)          | Universidade Federal de Uberlândia (Uberlândia, MG)                                                                              |

## Resultados de participações brasileiras em etapas internacionais desde 2003[3]
| Ano  | Universidades brasileiras | Colocação nos Rounds Preliminares    | Etapa alcançada nos Rounds Avançados                      | Outras colocações                                                                                             |
| 2003 | UFMG                      | 28ª                                  | —                                                         | 30º melhor memorial                                                                                           |
| 2004 | UFRS                      | 48ª                                  | —                                                         | 14º melhor memorial                                                                                           |
| 2005 | FADOM                     | 6ª                                   | Quarterfinals                                             | 22º melhor memorial 70º e 95º melhores oradores                                                               |
| 2006 | FADOM                     | 30ª                                  | —                                                         | 58º melhor memorial 39º melhor orador                                                                         |
| 2007 | UniRitter e UFMG          | >30ª (UniRitter - 49ª)               | —                                                         | 24º melhor memorial (UFMG)                                                                                    |
| 2008 | UFMG                      | 23ª                                  | Octafinals;                                               | 53ª, 88ª e 93º melhores oradores                                                                              |
| 2009 | UFMG                      | 48ª                                  | —                                                         | — |
| 2010 | UFMG                      | 24ª                                  | Run-Off Rounds                                            | 6º, 63º e 67ª melhores oradores                                                                               |
| 2011 | UFMG                      | >50ª                                 | —                                                         | 93º melhor orador                                                                                             |
| 2012 | USP e UniRitter           | > 50ª (USP e UniRitter)              | —                                                         | 91º melhor orador (USP)                                                                                       |
| 2013 | UFMG e USP                | 13º (UFMG) e 50º (USP)               | Run-off Rounds                                            | — |
| 2014 | UFSM                      | 98º                                  | —                                                         | — |
| 2015 | UFMG e Faculdade Baiana   | 19º (UFMG) e 103º (Faculdade Baiana) | Quarterfinals                                             | 14º melhor memorial (UFMG) 39ª melhor oradora (UFMG)                                                          |
| 2016 | UFMG                      | 35º                                  | —                                                         | 82ª melhor oradora                                                                                            |
| 2017 | UFMG                      | 82º (UFMG) e 108º (UFSM)             | —                                                         | — |
| 2018 | USP                       | 7º (USP)                             | Octofinals                                                | 3º melhor orador                                                                                              |
| 2019 | USP                       | —                                    | —                                                         | 2º melhor memorial                                                                                            |
| 2021 | USP                       | —                                    | Top 48                                                    | 60ª melhor oradora                                                                                            |
| 2022 | USP                       | —                                    | Primeiro e único time brasileiro a chegar nas semifinals. | 40º melhor orador                                                                                             |
| 2023 | UFU e USP                 | 6º e 25º                             | UFU Top 32 USP Octofinalists                              | UFU 19º melhor orador; 36º melhor orador. USP 22º melhor orador; Best respondent side; Prêmio Alona E. Evans. |
| 2024 | UFU e USP                 | 2º e 36º                             | UFU Quarterfinalists USP Semifinalists                    | UFU 43º melhor orador; 97º melhor orador; 187º melhor orador; 15º melhor memorial USP 28º melhor memorial     |